# Corona de Suintila
La corona de Suintila es una obra de orfebrería visigoda del siglo VII, realizada por orden del rey de los visigodos Suintila, con la finalidad de servir de ofrenda en algún edificio religioso. Suintila reinó entre los años 621 y 631 sobre el conjunto de la península ibérica. La corona forma parte del llamado Tesoro de Guarrazar, un importantísimo conjunto de piezas de orfebrería visigótica hallados en Guadamur (Toledo) en 1858. El año 1861 la corona fue regalada a la reina Isabel II de España por uno de los descubridores del tesoro. Desde entonces se conservó en el Palacio Real de Madrid hasta que fue robada en 1921, permaneciendo desaparecida desde esa fecha.

## Historia
La corona de Suintila es una de las piezas del Tesoro de Guarrazar, un conjunto de orfebrería visigótica de gran importancia a causa del número, calidad y significación de los elementos que lo componen, y considerado por ello el más importante tesoro aparecido en el contexto europeo de la Alta Edad Media. Fue hallado accidentalmente en 1858 en lo que resultó ser una necrópolis visigoda situada en Las Huertas de Guarrazar (Guadamur, Toledo). Diversas investigaciones arqueológicas en la zona apuntan a la existencia en el lugar de un importante santuario o complejo monástico palacial compuesto por diversos ámbitos. El tesoro habría sido ocultado en el cementerio de este centro religioso, tal vez en el interior de dos tumbas diferentes, por alguna razón que hoy no es posible precisar, aunque suele considerarse como la más probable el avance hacia Toledo del ejército musulmán que inició la conquista de la península ibérica en el año 711. Las piezas que lo componen no serían necesariamente objetos procedentes de iglesias de la ciudad de Toledo escondidos en Guarrazar, como se supuso inicialmente, sino que podría tratarse de objetos del propio santuario local, o ambas cosas a la vez. Estas circunstancias han configurado la naturaleza del tesoro: una ocultación planificada de objetos que seguramente estaban en uso y que fueron enterrados completos, y no en fragmentos de los que extraer posteriormente un beneficio económico.
Los dos lotes de piezas tuvieron descubridores diferentes que en ambos casos intentaron obtener dinero a cambio del oro y de las piedras preciosas de los objetos, aspecto que primó sobre su valor artístico e histórico. La consecuencia fue la destrucción de aproximadamente dos tercios del total del tesoro y la alteración parcial de varias de las piezas, además de su dispersión geográfica. Hoy la mayor parte de ellas se encuentran en el Museo Arqueológico Nacional de Madrid (MAN), mientras el resto se conserva en el Museo de Cluny de París y en el Palacio Real de Madrid.
La corona de Suintila formó parte del que se conoce habitualmente como segundo lote. Dada la dificultad de seguir vendiendo los objetos que lo componían a causa de las investigaciones que llevaban a cabo las autoridades, que ya tenían conocimiento del descubrimiento y habían abierto una investigación, el descubridor del segundo lote regaló a la reina Isabel II algunas de las piezas que aún tenía en su poder, entre ellas la corona de Suintila,  que llegó de esta manera al Palacio Real de Madrid. Allí, depositada en la Armería Real, se conservó hasta su desaparición a causa de un robo que tuvo lugar el 4 de abril de 1921. La policía no consiguió nunca recuperar la corona, que se encuentra desaparecida desde entonces.

## Descripción

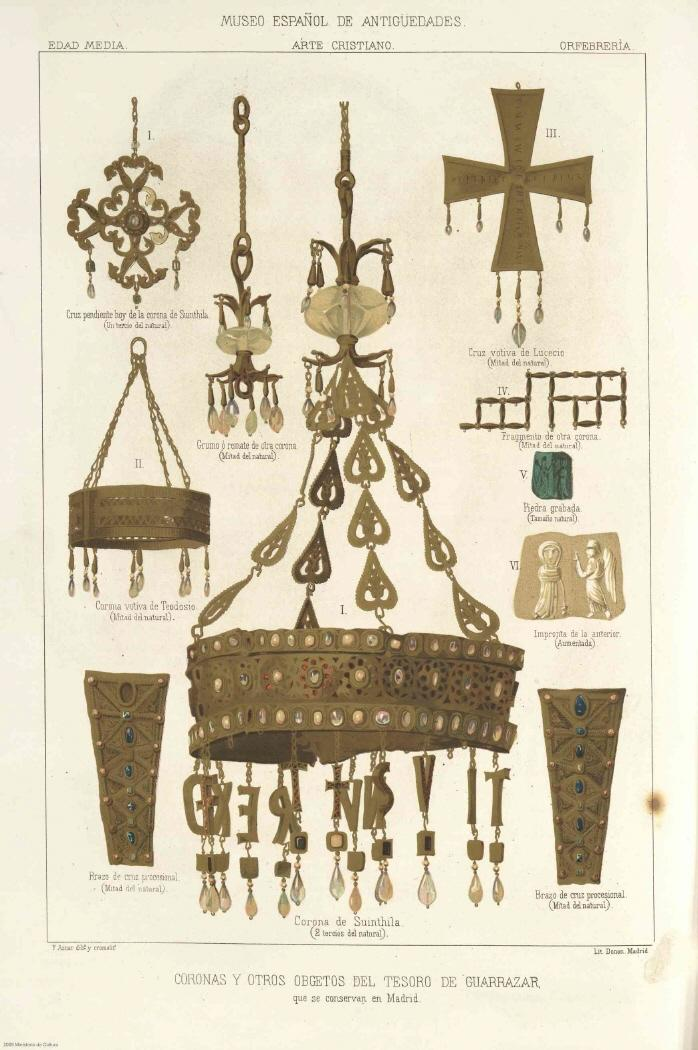
Lámina cromolitografiada de 1874 en la que se aprecian (identificadas con el número I) la corona de Suintila (centro) y su cruz colgante (en la esquina superior izquierda)

La pieza en sí misma se compone (en el caso de que no haya sido ya destruida) de 3 estructuras: la corona (diadema) propiamente dicha con letras colgantes a su alrededor, unas cadenas superiores que convergen en un engarce y que permiten colgar la pieza, y un cruz que cuelga de la pieza y cuya cadena de sujeción arranca también del engarce superior y baja por el centro de la corona hasta dejar la cruz suspendida a un nivel más bajo.
CoronaEl círculo de la corona o diadema está formado por 2 semicírculos unidos mediante charnelas y compuestos por dos chapas dobles de oro. Su altura es de 6 centímetros y su diámetro es de 22 centímetros (el mismo diámetro que la corona de  Recesvinto, que también formaba parte del tesoro y que se conserva actualmente en el Museo Arqueológico Nacional en Madrid). Es lisa en su interior mientras la cara exterior dispone de 2 aros sobremontados en los bordes superior e inferior, algo más resaltado el inferior, cubiertos ambos de perlas y zafiros tallados en cabujón. La banda central se adorna con círculos cuyo interior se decora con rosetas de ocho pétalos. En el centro de cada roseta se ha dispuesto un zafiro o una perla, alternados. Del borde inferior del aro de la corona cuelgan cadenitas que sostienen los caracteres de una dedicatoria: +SVINTHILANVS REX OFFERET, a la manera que puede verse en la corona de Recesvinto. No todas las letras llegaron con la corona al Palacio Real: tan sólo 12, más la crucecita inicial, de manera que en el momento del robo de la corona las letras se leían así: +Su[in]t[h]il[a]nus rex offe[re]t. De cada letra cuelga una capsulita cuadrada conteniendo una esmeralda o un vidrio de color verde, y, a su vez, de cada capsulita cuelga una perla, una pequeña cuenta de oro y un grueso zafiro que sirve de remate inferior.
Elementos de suspensiónEl aro de la corona cuelga de cuatro cadenas de oro enganchadas en cuatro anillas soldadas en su borde superior. Las cadenas están formadas por 4 eslabones (en la corona de Recesvinto eran 5) en forma de hoja de peral calada, con el vértice apuntando hacia arriba. Las cadenas se reúnen en un florón, que está compuesto por un cristal de roca circular entre dos azucenas de oro, una arriba y otra abajo del cristal de roca circular, que es achatado y facetado. Las azucenas son de 6 pétalos y de cada uno de ellos cuelgan pinjantes constituidos por un cono de oro, una perla y un zafiro o una amatista.
Cruz colgante centralDel florón superior cuelga la cadena que pasa por el centro de la corona y baja hasta dejar suspendida la cruz que actúa a modo de remate inferior de la pieza. La cadena la forma un alternancia de eslabones circulares y de ocho. La cruz dispone de un pequeño medallón circular en cuyo centro se engarza un zafiro (por un lado) y un cristal de roca (por el lado opuesto) rodeados por una corona de cuentas de oro y perlas alternándose. Del medallón parten cuatro tallos que se dividen y subdividen en bifurcaciones oblicuas. Los extremos finales tienen forma de palmeta bizantina con los vértices orientados hacia el medallón central. La superficie de los tallos está trabajada con incisiones y caladuras, y adornada con granates, zafiros y perlas. Por último, de su parte inferior cuelgan tres pinjantes.

## Taller de realización y estilo
En lo que se refiere a su realización, el estudio de las piezas del tesoro de Guarrazar y las del llamado Tesoro de Torredonjimeno (otro importante hallazgo de orfebrería visigótica) ha llevado a suponer la existencia de, al menos, dos 'talleres' o momentos diferentes. Un taller antiguo, anterior al reinado de Suintila (que habría realizado alguna de las piezas como la corona de chapa simple del museo de Cluny), y un taller reciente, al que corresponderían la mayor parte de las piezas encontradas en Guarrazar y que se trataría de un taller palacial de uso real y aristocrático.
Entre ambos momentos o talleres habría que señalar la transcendencia que tuvo la llegada de la gran cruz procesional del siglo VI (conocida habitualmente como Gran cruz del Tesoro de Guarrazar) de la que hoy solo se conservan dos brazos conservados en el Museo Arqueológico Nacional (MAN). Esta cruz, con un trabajo de orfebrería más complejo que el resto de las piezas, no fue obra de un taller visigodo sino de un taller externo, probablemente un taller italiano de influencias bizantinas. Los fragmentos que se han conservado están realizados con doble lámina de oro repujada con motivos vegetales y con gemas y vidrios engastados. Documentos de la época relatan el regalo del papa Gregorio Magno al rey Recaredo I, con motivo de su conversión al catolicismo (589), de una importante cruz-relicario con un fragmento de la Vera Cruz en su interior. Se ha sugerido que esa cruz sería la misma cuyos fragmentos se conservan en el MAN. En cualquier caso, su influencia técnica y estilística está clara en las piezas que habrían sido elaboradas en el denominado taller reciente, pues habría servido como modelo en el momento de la elaboración de las corona de Recesvinto y de Suintila.

## Corona votiva

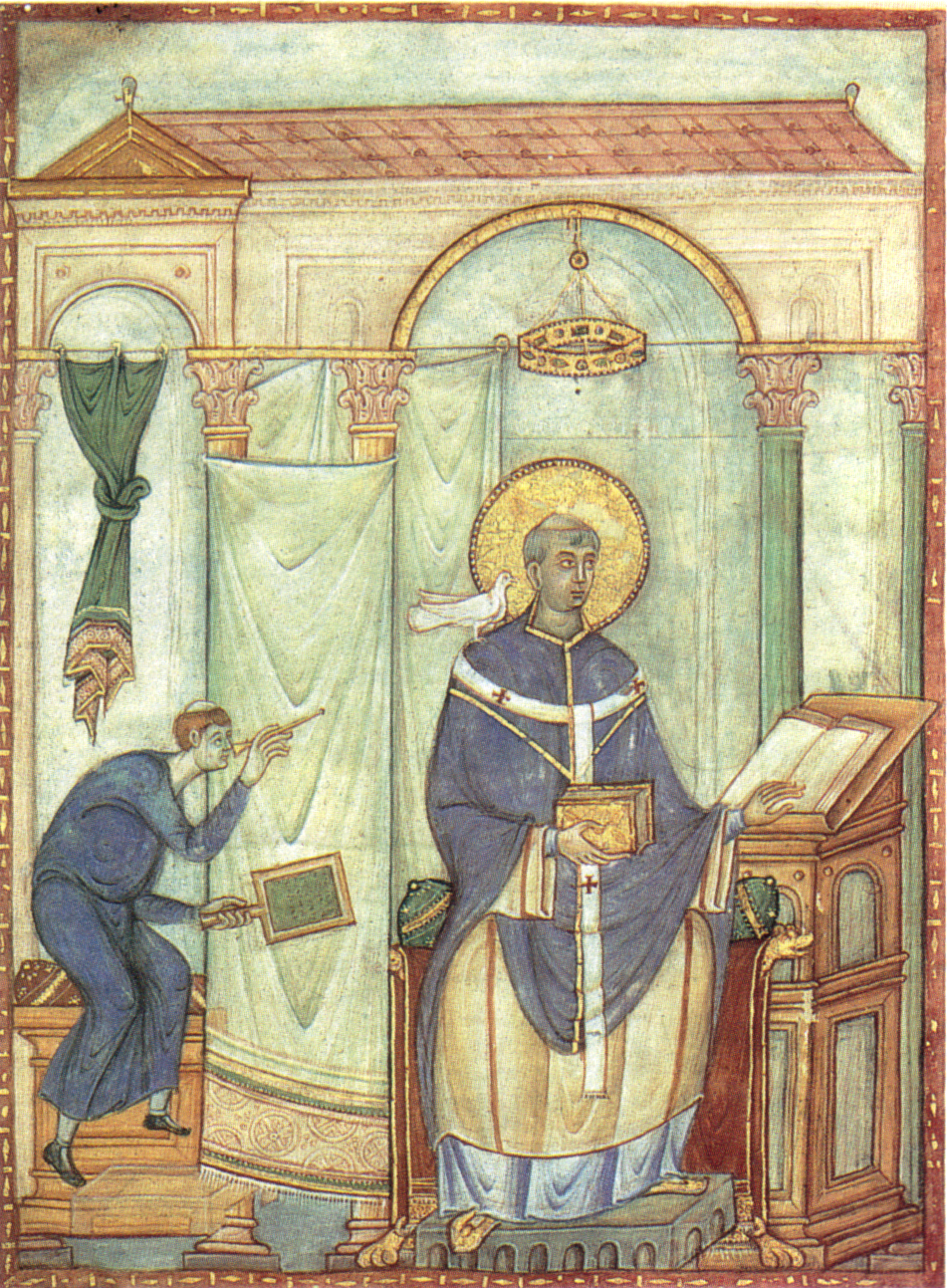
Representación de una corona votiva en un manuscrito medieval, colgando del centro de un arco y suspendida sobre la cabeza del papa san Gregorio Magno

La corona de Suintila es una corona votiva donada por el rey como ofrenda o exvoto a alguna iglesia, y no una corona para ser llevada sobre la cabeza. De hecho, en la monarquía visigótica los reyes no eran coronados usando una corona sino que eran consagrados a través de su unción con óleo bendecido. Las coronas votivas servían, además, como ornato de los templos, situándose a tal fin en sitios convenientes, como encima de los altares  o colgando en el centro de los arcos del interior, para subrayar la sacralidad de las zonas más prominentes. Así aparecen representadas en diversas miniaturas de códices medievales. Fue una práctica muy común en el mundo bizantino y existen referencias documentales sobre lo muy frecuente de su práctica en España, así como sobre algunas coronas especialmente señaladas, como la que el rey Recaredo I ofreció a la iglesia de San Félix, en Gerona, de la que hablan Gregorio de Tours y Julián de Toledo.